# Grammy al millor àlbum de pop vocal
El premi Grammy al millor àlbum de pop vocal (Grammy Award for Best Pop Vocal Album) és entregat per The Recording Academy (oficialment, National Academy of Recording Arts and Sciences) dels Estats Units a artistes d'enregistraments per a obres de qualitat en àlbums de música pop per a "honorar la consecució artística, competència tècnica i excel·lència general en la indústria discogràfica, sense tenir en consideració les vendes d'àlbums ni la posició a les llistes".
El premi es va entregar per primera vegada el 1968 com a Best Contemporary Album a The Beatles per Sgt. Pepper's Lonely Hearts Club Band, i es va suspendre fins al 1995, quan va sorgir amb el nou nom de Best Pop Album. El 2001, la categoria va passar a ser coneguda com a Best Pop Vocal Album. D'acord amb la guia de descripció de la categoria dels 52ns premis Grammy, el guardó s'entrega a artistes que interpreten "àlbums que continguin com a mínim el 51% de temps de reproducció de noves pistes de pop vocal".
Kelly Clarkson i Adele són les úniques guanyadores d'aquest premi que l'han rebut dues vegades, Clarkson i Justin Timberlake han estat nominats cinc vegades, més que cap altre artista, tot i que ella és l'única artista amb més àlbums en solitari, ja que tres de Timberlake són solistes i dos són de NSYNC.

## Guardonats

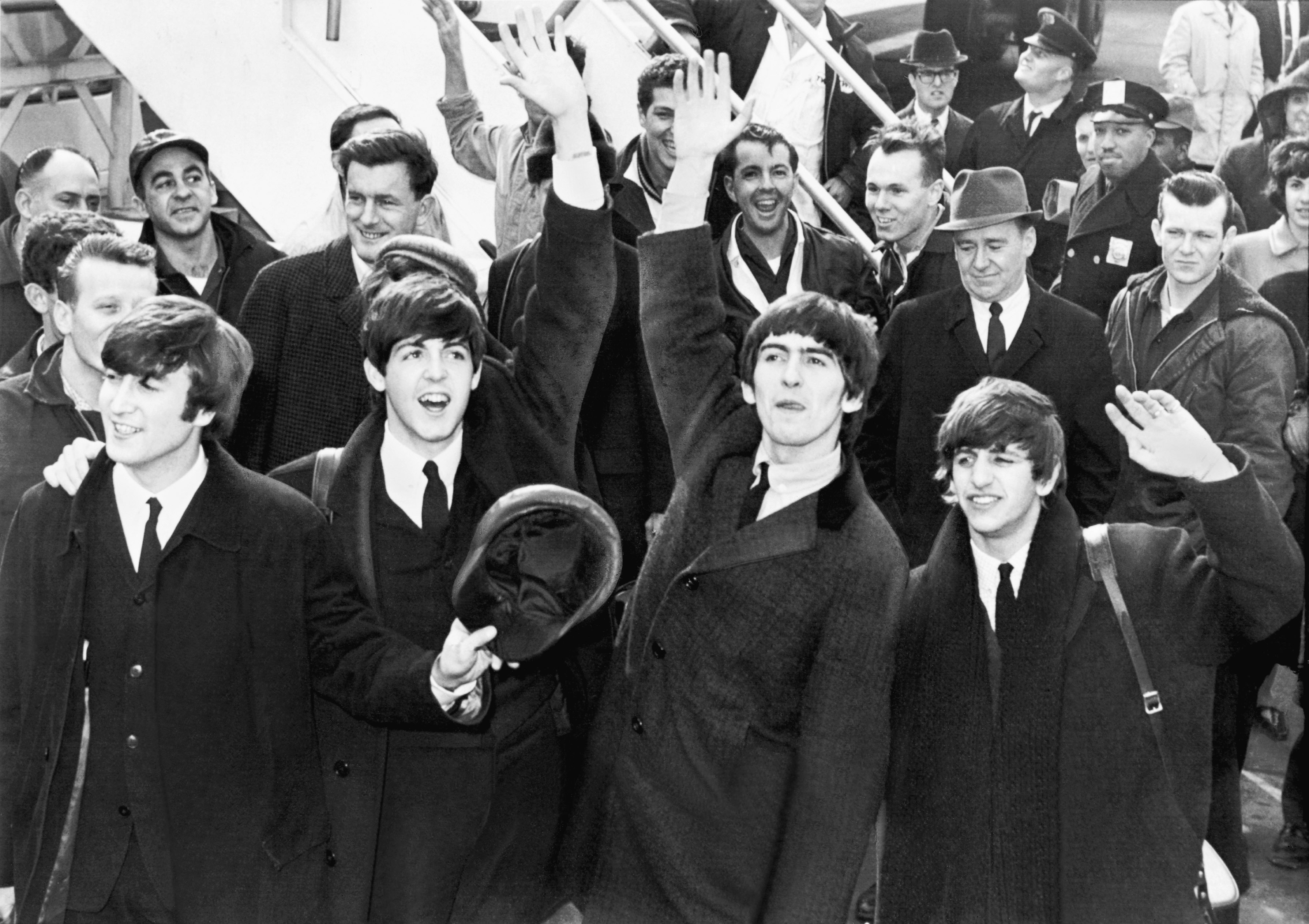
The Beatles van guanyar el Best Contemporary Album l'any 1968 per Sgt. Pepper's Lonely Hearts Club Band, que també va obtenir l'Àlbum de l'any.

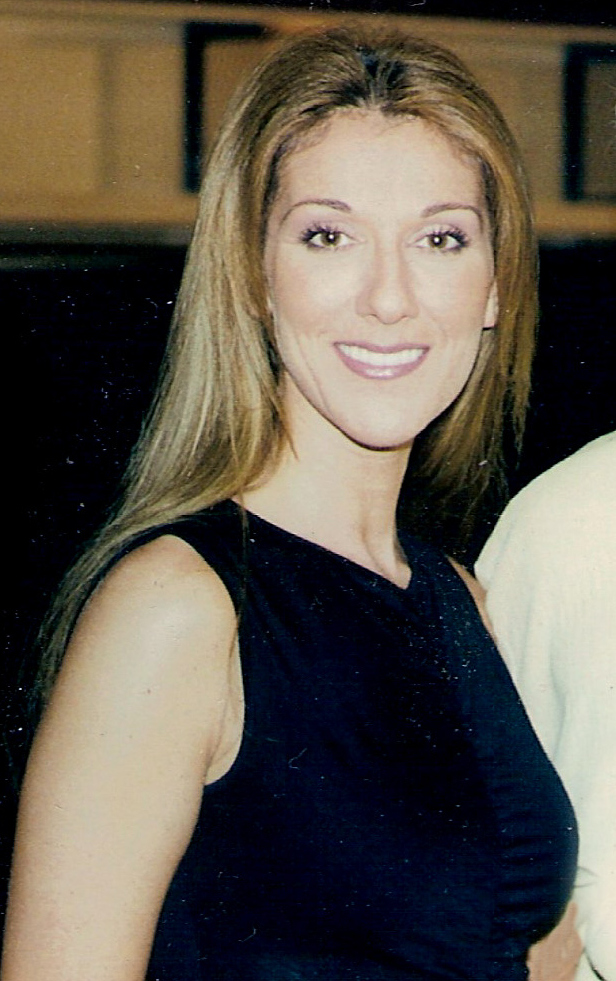
El Falling into You de Celine Dion, guanyador el 1997, va guanyar també l'Àlbum de l'any.

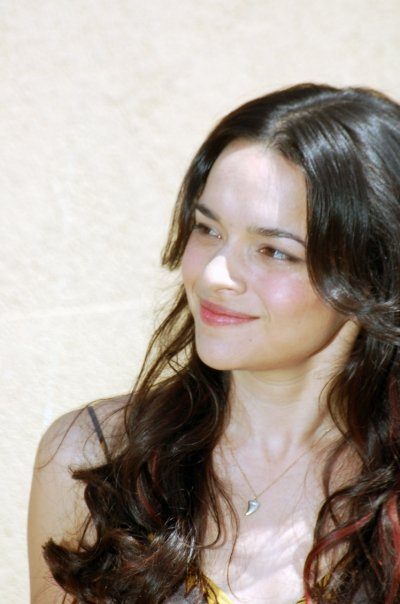
El Come Away with Me de Norah Jones, guanyador el 2003, va guanyar també l'Àlbum de l'any.

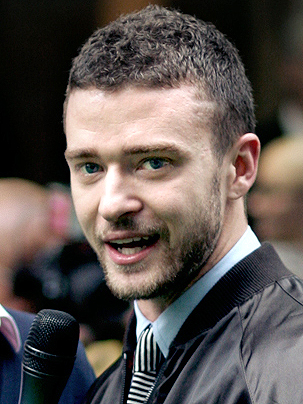
Justin Timberlake ha estat nominat en cinc ocasions, més que cap altre artista. El seu àlbum Justified va guanyar el 2004.

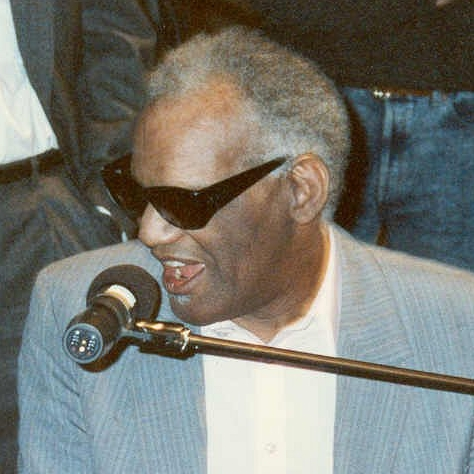
El darrer àlbum de Ray Charles, Genius Loves Company, va guanyar aquest premi i l'Àlbum de l'any el 2005.

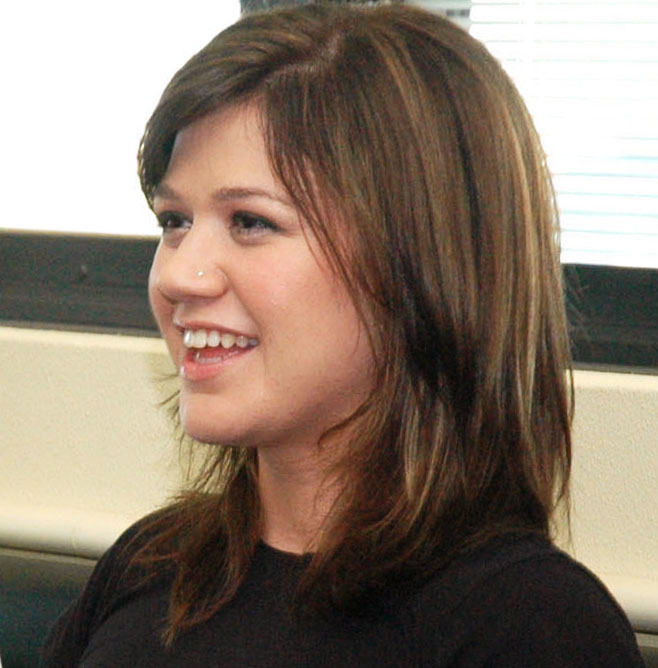
Kelly Clarkson va ser la primera artista a guanyar dues vegades aquest premi: el 2006 i el 2013.

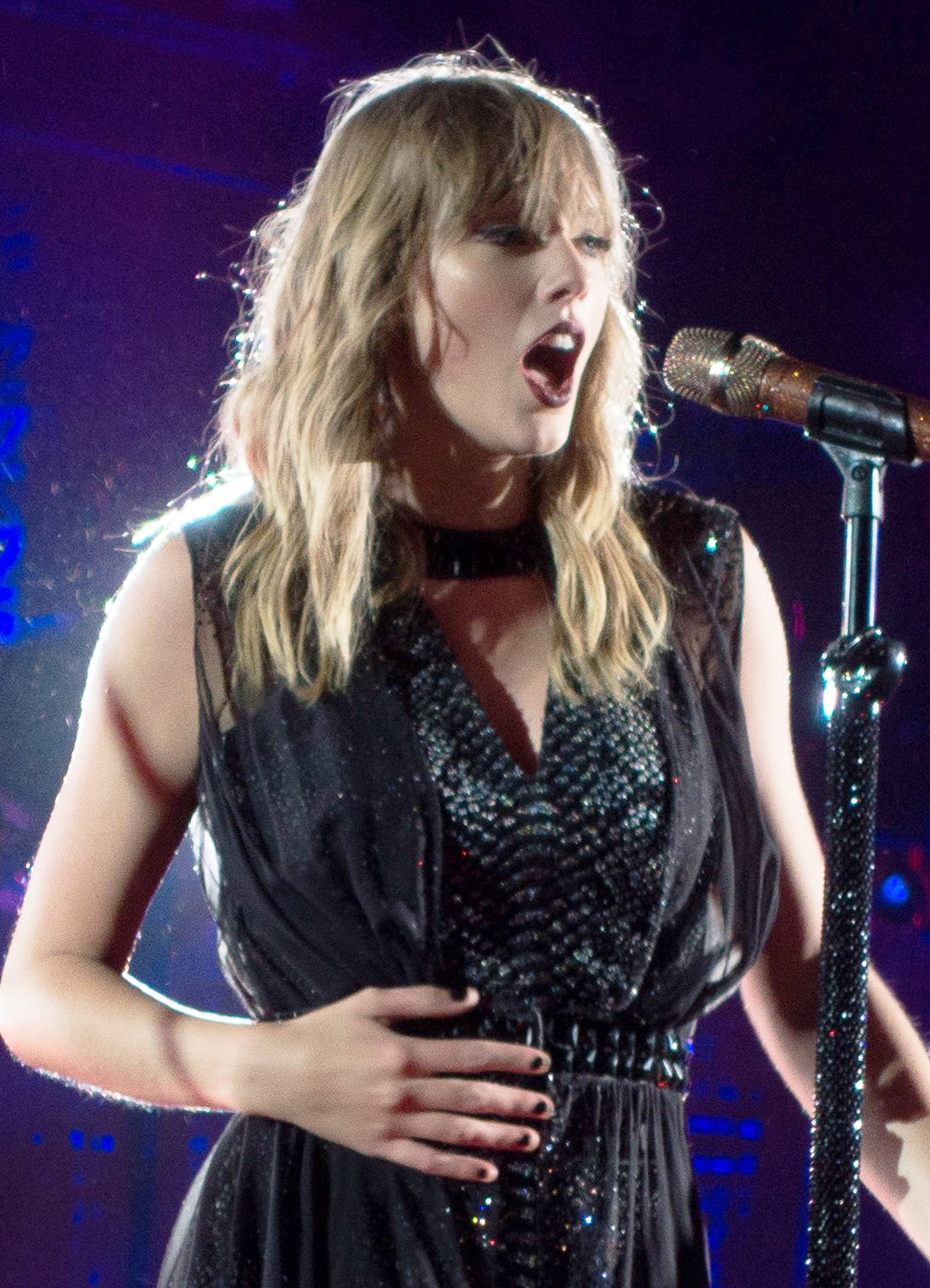
Taylor Swift va tenir dues nominacions a aquesta categoria. El seu àlbum 1989 va obtenir aquest premi i el de l'Àlbum de l'any el 2016.

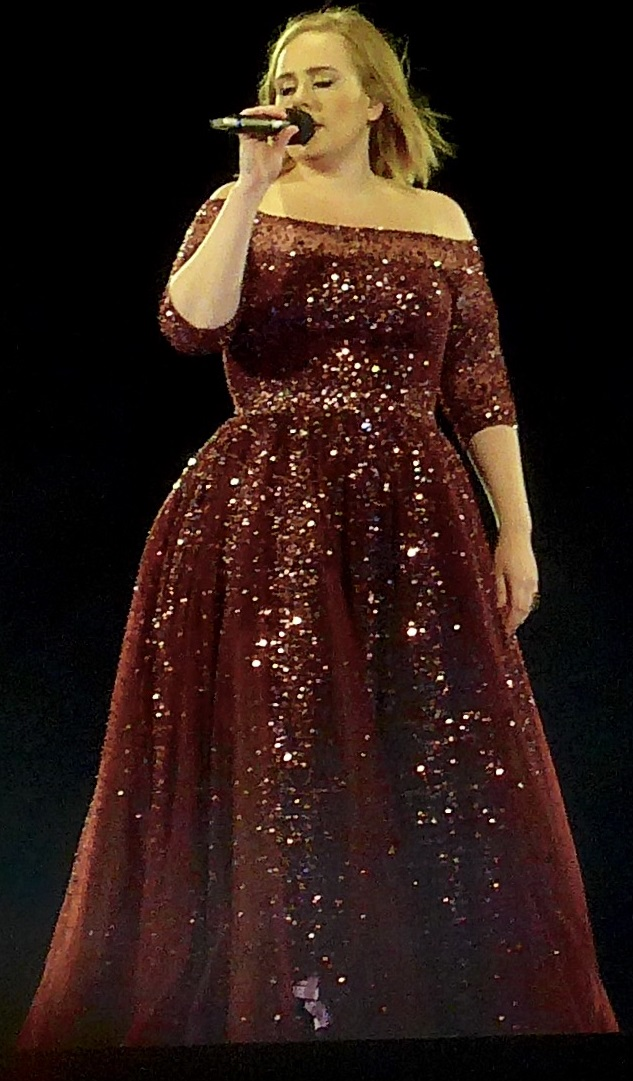
Adele ha guanyat aquest premi dues vegades: per 21 el 2012 i per 25 el 2017; ambdós discos van obtenir també l'Àlbum de l'any.

### Dècada del 1960
| Any  | Intèrpret(s) | Obra                                  | Nominats | Ref.  |
| ---- | ------------ | ------------------------------------- | --- | ----- |
| 1968 | The Beatles  | Sgt. Pepper's Lonely Hearts Club Band | - The Association – Insight Out - Vikki Carr – It Must Be Him - The 5th Dimension – Up, Up and Away - Bobbie Gentry – Ode to Billie Joe | [ 4 ] |

### Dècada del 1990
| Any  | Intèrpret(s)  | Obra                    | Nominats | Ref.  |
| ---- | ------------- | ----------------------- | --- | ----- |
| 1995 | Bonnie Raitt  | Longing in Their Hearts | - Ace of Base – The Sign - José Carreras, Plácido Domingo i Luciano Pavarotti amb Zubin Mehta – The Three Tenors in Concert 1994 - Lyle Lovett – I Love Everybody - Seal – Seal | [ 5 ] |
| 1996 | Joni Mitchell | Turbulent Indigo        | - Mariah Carey – Daydream - Eagles – Hell Freezes Over - Annie Lennox – Medusa - Madonna – Bedtime Stories                                                                      | [ 6 ] |
| 1997 | Celine Dion   | Falling into You        | - Toni Braxton – Secrets - Tracy Chapman – New Beginning - Shawn Colvin – A Few Small Repairs - Sting – Mercury Falling                                                         | [ 7 ] |
| 1998 | James Taylor  | Hourglass               | - Paula Cole – This Fire - Fleetwood Mac – The Dance - Jamiroquai – Travelling Without Moving - Sarah McLachlan – Surfacing                                                     | [ 8 ] |
| 1999 | Madonna       | Ray of Light            | - Eric Clapton – Pilgrim - Celine Dion – Let's Talk About Love - Natalie Imbruglia – Left of the Middle - Brian Setzer Orchestra – The Dirty Boogie                             | [ 9 ] |

### Dècada del 2000
| Any  | Intèrpret(s)                  | Obra                 | Nominats | Ref.   |
| ---- | ----------------------------- | -------------------- | --- | ------ |
| 2000 | Sting                         | Brand New Day        | - Backstreet Boys – Millennium - Cher – Believe - Ricky Martin – Ricky Martin - Sarah McLachlan – Mirrorball                                                              | [ 10 ] |
| 2001 | Steely Dan                    | Two Against Nature   | - Don Henley – Inside Job - Madonna – Music - NSYNC – No Strings Attached - Britney Spears – Oops!... I Did It Again                                                      | [ 11 ] |
| 2002 | Sade                          | Lovers Rock          | - Nelly Furtado – Whoa, Nelly! - Janet Jackson – All for You - Elton John – Songs from the West Coast - NSYNC – Celebrity                                                 | [ 12 ] |
| 2003 | Norah Jones                   | Come Away with Me    | - Avril Lavigne – Let Go - No Doubt – Rock Steady - Pink – Missundaztood - Britney Spears – Britney                                                                       | [ 13 ] |
| 2004 | Justin Timberlake             | Justified            | - Christina Aguilera – Stripped - George Harrison – Brainwashed - Annie Lennox – Bare - Michael McDonald – Motown                                                         | [ 14 ] |
| 2005 | Ray Charles & Various Artists | Genius Loves Company | - Norah Jones – Feels Like Home - Sarah McLachlan – Afterglow - Joss Stone – Mind Body & Soul - Brian Wilson – Brian Wilson Presents Smile                                | [ 15 ] |
| 2006 | Kelly Clarkson                | Breakaway            | - Fiona Apple – Extraordinary Machine - Sheryl Crow – Wildflower - Paul McCartney – Chaos and Creation in the Backyard - Gwen Stefani – Love. Angel. Music. Baby.         | [ 16 ] |
| 2007 | John Mayer                    | Continuum            | - Christina Aguilera – Back to Basics - James Blunt – Back to Bedlam - Elvis Costello i Allen Toussaint – The River in Reverse - Justin Timberlake – FutureSex/LoveSounds | [ 17 ] |
| 2008 | Amy Winehouse                 | Back to Black        | - Bon Jovi – Lost Highway - Feist – The Reminder - Maroon 5 – It Won't Be Soon Before Long - Paul McCartney – Memory Almost Full                                          | [ 18 ] |
| 2009 | Duffy                         | Rockferry            | - Sheryl Crow – Detours - Eagles – Long Road out of Eden - Leona Lewis – Spirit - James Taylor – Covers                                                                   | [ 19 ] |

### Dècada del 2010
| Any  | Intèrpret(s)        | Obra               | Nominats | Ref.   |
| ---- | ------------------- | ------------------ | --- | ------ |
| 2010 | The Black Eyed Peas | The E.N.D.         | - Colbie Caillat – Breakthrough - Kelly Clarkson – All I Ever Wanted - The Fray – The Fray - Pink – Funhouse                                                      | [ 20 ] |
| 2011 | Lady Gaga           | The Fame Monster   | - Justin Bieber – My World 2.0 - Susan Boyle – I Dreamed a Dream - John Mayer – Battle Studies - Katy Perry – Teenage Dream                                       | [ 21 ] |
| 2012 | Adele               | 21                 | - CeeLo Green – The Lady Killer - Lady Gaga – Born This Way - Bruno Mars – Doo-Wops & Hooligans - Rihanna – Loud                                                  | [ 22 ] |
| 2013 | Kelly Clarkson      | Stronger           | - Florence and the Machine – Ceremonials - Fun. – Some Nights - Maroon 5 – Overexposed - Pink – The Truth About Love                                              | [ 23 ] |
| 2014 | Bruno Mars          | Unorthodox Jukebox | - Lana Del Rey – Paradise (EP) - Lorde – Pure Heroine - Robin Thicke – Blurred Lines - Justin Timberlake – The 20/20 Experience – The Complete Experience         | [ 23 ] |
| 2015 | Sam Smith           | In the Lonely Hour | - Coldplay – Ghost Stories - Miley Cyrus – Bangerz - Ariana Grande – My Everything - Katy Perry – Prism - Ed Sheeran – x                                          | [ 24 ] |
| 2016 | Taylor Swift        | 1989               | - Kelly Clarkson – Piece by Piece - Florence and the Machine – How Big, How Blue, How Beautiful - Mark Ronson – Uptown Special - James Taylor – Before This World | [ 25 ] |
| 2017 | Adele               | 25                 | - Justin Bieber – Purpose - Ariana Grande – Dangerous Woman - Demi Lovato – Confident - Sia – This Is Acting                                                      | [ 26 ] |
| 2018 | Ed Sheeran          | ÷                  | - Coldplay – Kaleidoscope EP - Lana Del Rey – Lust for Life - Imagine Dragons – Evolve - Kesha – Rainbow - Lady Gaga – Joanne                                     | [ 27 ] |
| 2019 | Ariana Grande       | Sweetener          | - Camila Cabello – Camila - Kelly Clarkson – Meaning - Shawn Mendes – Shawn Mendes - Pink – Beautiful Trauma - Taylor Swift – Reputation                          | [ 28 ] |

### Dècada del 2020
| Any  | Intèrpret(s)   | Obra                                     | Nominats | Ref.   |
| ---- | -------------- | ---------------------------------------- | --- | ------ |
| 2020 | Billie Eilish  | When We All Fall Asleep, Where Do We Go? | - Beyoncé – The Lion King: The Gift - Ariana Grande – Thank U, Next - Ed Sheeran – No. 6 Collaborations Project - Taylor Swift – Lover            | [ 29 ] |
| 2021 | Dua Lipa       | Future Nostalgia                         | - Justin Bieber – Changes - Lady Gaga – Chromatica - Harry Styles – Fine Line - Taylor Swift – Folklore                                           | [ 30 ] |
| 2022 | Olivia Rodrigo | Sour                                     | - Justin Bieber – Justice (Triple Chucks Deluxe) - Doja Cat – Planet Her (Deluxe) - Billie Eilish – Happier Than Ever - Ariana Grande – Positions | [ 31 ] |